# Stanisław Wencel
Stanisław Wencel ps. Świder, Twardy (ur. 4 września 1913 w miejscowości Ust´-Kut, zm. 29 grudnia 1967 w Zawierciu) – polski żołnierz, socjalista, antykomunista, dowódca partyzancki i działacz kombatancki.

## Życiorys
Urodzony na Syberii syn zesłanego działacza Polskiej Partii Socjalistycznej. Do kraju wrócili w 1923. Pięć lat później ukończył szkołę powszechną. W 1930 zaczął pracować jako ślusarz w Zakładzie Przemysłowym „Poręba” koło Zawiercia. Zaangażował się w działalność OM TUR i rozpoczął tworzenie Gromad Robotniczych Czerwonego Harcerstwa (od 1934 przewodniczący gromady hufca w Zawierciu i członek
Rady Głównej Czerwonego Harcerstwa). W 1933 wstąpił do PPS a w 1935 zdał maturę w Krakowie. Powołany do wojska, w ramach Kursu Dywizyjnego ukończył katowicką szkołę podchorążych. W cywilu został korespondentem pisma Robotnik. W 1938 ponownie zmobilizowano go ze względu na plan aneksji Zaolzia. W tym samym roku rozpoczął pracę w fabryce włókienniczej Towarzystwa
Akcyjnego „Zawiercie”.
Zmobilizowany 23 sierpnia 1939, walczył w wojnie obronnej w 1939. Wzięty do niewoli radzieckiej, trafił do Równego skąd w ramach wymiany jeńców został przekazany Niemcom. Zbiegł w czasie transportu. Wraz z ojcem wstąpił do prolondyńskiej PPS-WRN, w której został szef Działu Wojskowego na Zagłębie Dąbrowskie. Utworzył 3 Pułk Brygady Zagłębiowskiej Gwardii Ludowej WRN, którego dowództwo otrzymał por. Józef Mazurek ps. "Kostek". Do 1942 powstały trzy bataliony: zawierciański (dowódca Piotr Wierzbicki ps. "Jodła", później Mieczysław Makieła ps. "Słaby" i "Granit"), myszkowski (Mieczysław Stelmach ps. "Zawierucha") i porębski (Julian Kułach). Każdy z batalionów składał się z trzech kompanii, kompanie z trzech plutonów, a te z trzech sekcji. Głównymi zadaniami były sabotaż, wywiad i kolportaż nielegalnej prasy.
Zagrożony aresztowanie przeniósł się w lutym 1943 z Zawiercia do Sosnowca (nagrodą za schwytanie go było 5000 marek). Tam został kierownikiem politycznym a mjr Cezary Uthke ps. "Tadeusz" polecił mu utworzyć grupę egzekutorów GL WRN. Zlikwidowała ona ok. 80 hitlerowców i kolaborantów, działała na linii Zawiercie-Myszków-Złoty Potok (granica III Rzeszy i Generalnego Gubernatorstwa). Poza tym m.in. organizowano kolportaż prasy i zlikwidowano posterunek Feldgendarmerie w Będzinie. 
Oddział "Twardego" wchodził w skład batalionu GL WRN "Surowiec" ppor. Gerarda Woźnicy ps. "Hardy", w wyniku akcji scaleniowej z Armią Krajową, rozkazem mjr. Zygmunta Janke ps. "Waltera" z 15 lutego 1944, wszedł on jako 1 ("Twardy") i 2 kompania ("Hardy") w skład 23 Dywizji Piechoty AK Okręgu Śląsk. Jedną z akcji był przeprowadzony 14 kwietnia atak na posterunek
ochrony przemysłowej w Porębie, zakończony zdobyciem broni. Od czerwca 1944 obie kompanie ponownie działały jako niezależny od dywizji batalion, por. "Twardy" często współpracował z Batalionami Chłopskimi (m.in. oddział Mieczysława Filipczaka ps. "Mietek"), Armią Ludową (m.in. oddział im. Bartosza Głowackiego por. Tadeusza Grochala ps. "Tadek Biały"), partyzantką radziecką (grupa kpt. "Parchomienki") oraz innymi oddziałami AK (m.in. Jerzego Kurpińskiego ps. "Ponury"). Napięte stosunki miał z Narodowymi Siłami Zbrojnymi (oddział kpt. Władysław Kołaciński ps. "Żbik"). W październiku 1944, w wyniku natężenia akcji przeciwko "Surowcowi" kompania olkuska pod dowództwem "Hardego" przegrupowała się w Beskidy a kompania myszkowska Wencla weszła w skład 27 Pułku Piechoty AK z Okręgu Radom-Kielce jako 3 kompania jego II batalionu. Oddział "Twardego" zabezpieczał także zrzuty m.in. brytyjskiej misji wojskowej w grudniu 1944 (Operacja "Freston"). 
W szczytowym momencie oddział "Twardego" liczył ok. 200 ludzi. W 1943 oddział liczył 11 osób, w marcu 1944 27 osób, latem 1944 120, w październiku 160 osób, a zimą 1944/45, którą spędzili w lasach złotopotockich, liczba ta zmalała do 47 aż ostatecznie do 33 osób.
17 stycznia 1945 "Twardy" nawiązał kontakt z Armią Czerwoną i rozwiązał oddział. 3 lutego 1945 został przesłuchany przez Urząd Bezpieczeństwa Publicznego, w związku z oskarżeniami o likwidację radzieckiego dywersanta w czasie okupacji. Wypuszczony na wolność, w maju 1945 na polecnie Inspektoratu Sosnowiec DSZ wrócił do lasu, gdzie utworzył 14-osobowy antykomunistyczny oddział partyzancki, który m.in. rozbił posterunek Milicji Obywatelskiej w Mrzygłodzie i zastrzelił oficera UB Kazimierza Machurę. Wobec dawnych towarzyszy broni akceptujących nową władzę wystosował listy z pogróżkami. Ujawnił się po aresztowaniu matki w lipcu 1945. Do października przebywał w katowickim więzieniu na ul. Mikołowskiej.
Po zwolnieniu został szefem zawierciańskiej Cenrtralnej Komisji Likwidacyjnej AK. Do maja 1946
sprawował funkcję II sekretarza prorządowej PPS w Będzinie. Poparł strajki w Zagłębiu Dąbrowskim i głosił antyradzieckie poglądy. Przez pewien czas kierował Spółdzielnią "Społem" w Radomiu. Został wytypowany na kandydata na posła do Sejmu Ustawodawczego z ramienia PPS do czego nie doszło. W marcu 1947 został I sekretarzem Komitetu Powiatowego PPS w Zawierciu. W październiku 1948 wykluczony z partii jako przeciwnik zjednoczenia z PPR.
W maju 1948 znalazł pracę w Śląskiej Spółdzielni Spożywców w Katowicach jako inspektor handlowy, gdzie
pracował do grudnia. 19 października 1948 wziął udział w uroczystości wręczenia sztandaru Związku Uczestników Walk o Wolność i Demokrację w Tarnowskich Górach. Od stycznia 1949 do lutego 1950 pracował w Robotniczej Spółdzielni Spożywców "Naprzód" w Ogrodzieńcu na stanowisku kierownika handlowego. We wrześniu 1950 zatrudniono go w Budowlanym Przedsiębiorstwie Powiatowym w Zawierciu, ale już miesiąc później został zatrzymany i postawiony przed sądem. Skazany na 7 lat pozbawienia wolność, wyszedł na mocy amnestii w 1951 (pomógł mu m.in. Edward Osóbka-Morawski). Po wyjściu z więzienia Wencel przez pewien czas pracował w Zakładach Urządzeń Mechanicznych w Porębie, w charakterze pracownika umysłowego, a później, do marca 1953, w Budowlanym Przedsiębiorstwie Powiatowym w Zawierciu. Później zatrudniono go jako technika budowlanego w Przedsiębiorstwie Budownictwa Miejskiego w Częstochowie. Pracował tam do 1955. Na początku 1953 został zatrzymany przez częstochowską KP MO pod zarzutem kradzieży drewna, cementu i gwoździ. Zaszantażowany został tajnym współpracownikiem UB o pseudonimie operacyjnym "Zatoka". Wysłano go do RFN i Francji, gdzie miał nawiązać kontakt z emigracyjną PPS. W 1958 Służba Bezpieczeństwa zrezygnowała ze współpracy z Wenclem ze względu na brak sukcesów agenta. Był jednak inwigilowany do końca życia.
W 1955 został kierownikiem budowy w Przedsiębiorstwie Budownictwa Miejskiego w Myszkowie. Po powrocie do kraju Stanisław Wencel był inicjatorem powstawania kół ZBoWiD-u. 21 lipca 1957 uczestniczył w I Zjeździe ZBoWiD w Myszkowie. Podczas wyborów do Powiatowych Rad Narodowych domagał się od I sekretarza KP PZPR w Zawierciu umieszczenia na liście podanych przez siebie kandydatów, co nie zostało uczynione. W 1957 został inspektorem w Wydziale Inwestycji Prezydium PRN w Myszkowie. W sierpniu 1963 został przewodniczącym Powiatowego Zarządu ZBoWiD w Myszkowie. W październiku 1964, złożył rezygnację z pełnionej funkcji, ale 5 grudnia 1965 ponownie znalazł się we władzach, zostając I wiceprzewodniczącym Zarządu Powiatowego Oddziału Myszkowskiego ZBoWiD-u. 27 grudnia 1965 został jego prezesem. Należał do Ligi Morskiej i Związku Zawodowego Spółdzielców.
Zmarł na zawał serca. Pochowany został na cmentarzu w Zawierciu.
Stanisław Wencel do końca życia pozostał socjalistą i antykomunistą z poglądami antyklerykalnymi.

## Życie prywatne
Jego matką była Józefa z domu Franiasz (zmarła po wojnie) a ojcem Stanisław Wencel - oboje działali w PPS. Ojciec, siostra i dwaj szwagrowie kpt. Wencla zginęli w obozach koncentracyjnych w czasie wojny.
Był dwukrotnie żonaty. Z pierwszą żoną Marią miał córkę Wandę. Drugą żonę, Julię Sochę (ur. 16 lutego 1926), poznał w konspiracji (łączniczka PPS-WRN).

## Awanse
- kapral podchorąży - 1936
- podporucznik - 1943
- porucznik - 5 maja 1944[2]
- kapitan - 1944 lub 31 stycznia 1945

## Odznaczenia
- Krzyż Srebrny Orderu Virtuti Militari - 1944 (za likwidację komendanta żandarmerii z Żarek Juliana Schuberta 7 listopada 1944)
- Krzyż Walecznych

i inne.

## Upamiętnienie
Jego nazwisko zostało zapisane obok innych nazwisk dowódców oddziałów partyzanckich na tablicy pamiątkowej umieszczonej w 2013 roku we wsi Biała Błotna. 